# فوزي العتيريس

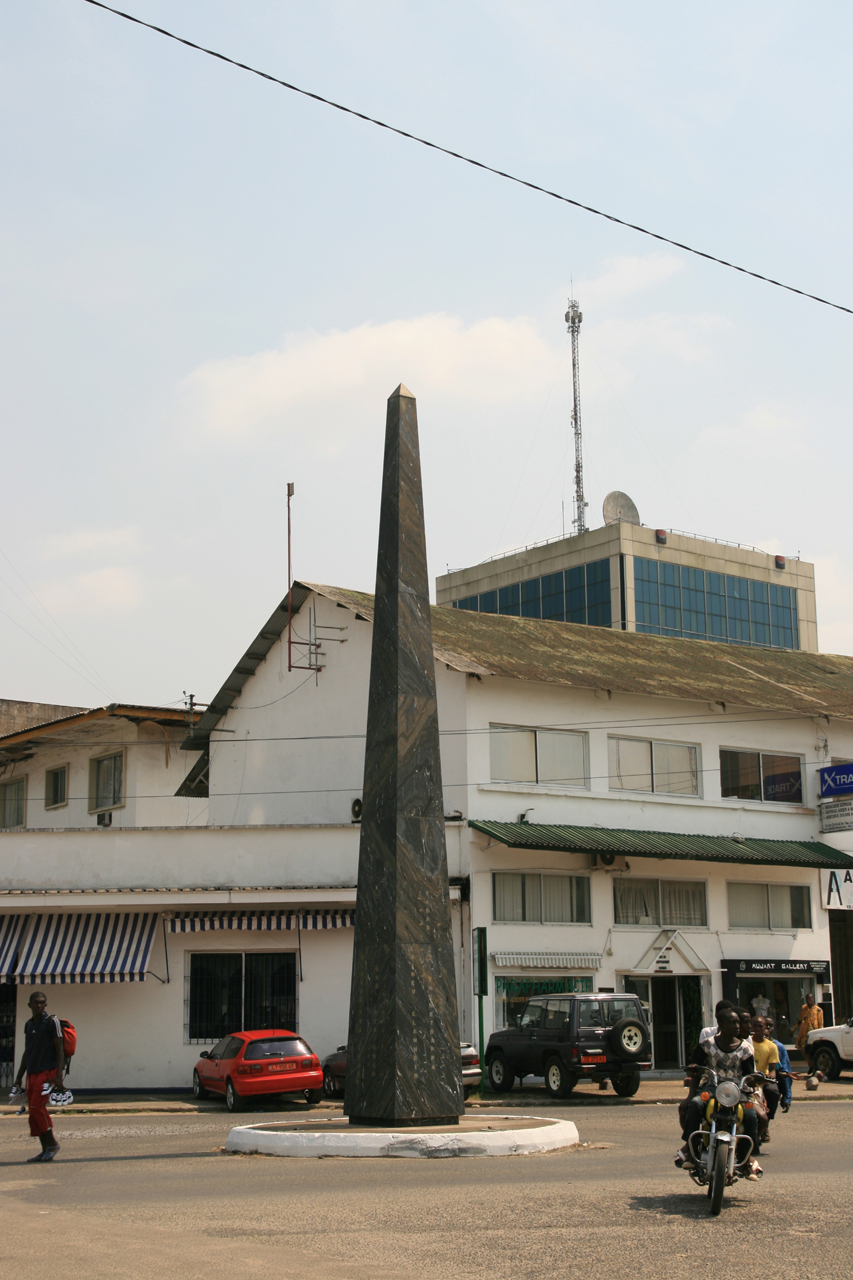
مسلة الجنوب من نحت فوزي لعتيريس، بمدينة دوالا بالكاميرون

فوزي لعتيريس (بالأمازيغية: ⴼⴰⵡⵣⵉ ⵍⵄⵜⵉⵔⵉⵙ) هو رسام ونحات مغربي ولد سنة 1958 بإملشيل. يهتم لعتيريس بالفن المعاصر المرتبط بالصناعة والعولمة، ويحاول ربط أعماله بالتطورات التي يعرقها العالم، وترجمة التحولات الكبرى (الاقتصادية والسياسية والجمالية) والعلاقات شمال-جنوب إلى لوحات فنية ومنحوتات.
لدى لعتيريس أعمال معروفة في الفضاء العام، منها "القبة المعلقة" بمطار فاس سايس، و "مسلة الجنوب" بمدينة دوالا بالكاميرون.

## معارض
عُرضت إنتاجات فوزي لعتيريس في عدة معارض عبر العالم، منها:
- عبارات على الضفاف وأنشطة أخرى - نونبر 2010 - دارة الفنون - عمان - الأردن[4]
- معرض المغرب المعاصر - أكتوبر/نونبر 2015 - معهد العالم العربي - باريس - فرنسا[5]
- تنصيبات على حافة الانفصام الثقافي - أكتوبر/دجنبر 2016 - متحف محمد السادس - الرباط[6]
- ثلاثية المغرب: 1950 – 2020 - مارس/شتنبر 2021 - متحف الملكة صوفيا - مدريد - إسبانيا[7]